# Heizkraftwerk Würzburg
Das Heizkraftwerk Würzburg ist ein Heizkraftwerk der Würzburger Versorgungs- und Verkehrs-GmbH (WVV) in Würzburg, gelegen am Ufer des Mains am Alten Hafen unterhalb der Friedensbrücke. Das Anfang der 1950er Jahre errichtete, ursprünglich kohlebefeuerte Kraftwerk wurde ab 2003 in ein erdgasgefeuertes GuD-Kraftwerk umgerüstet.

## Geschichte

### Bau und Betrieb als Kohlekraftwerk

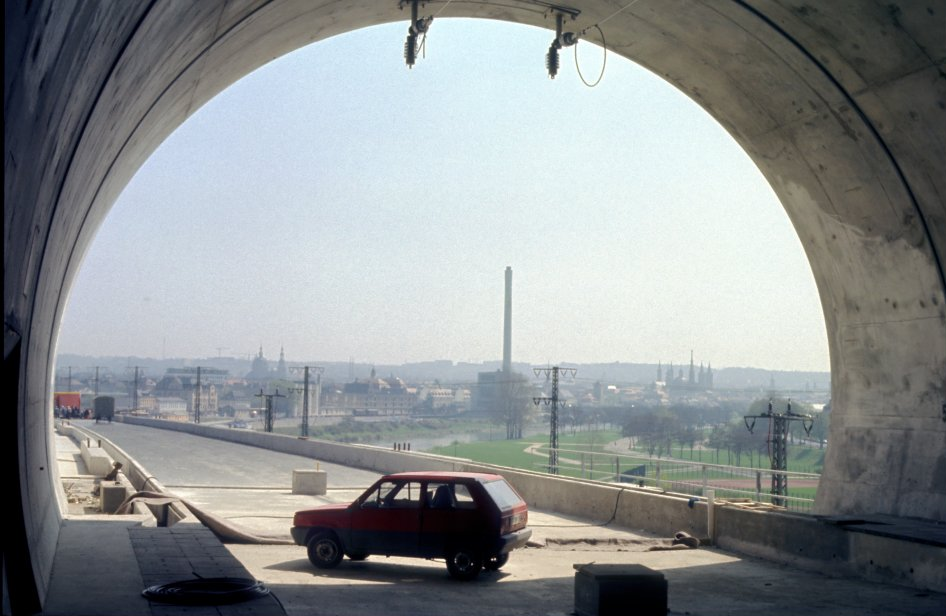
Südportal des Steinbergtunnels im Rohbau, im Hintergrund der 105 Meter hohe Schornstein des Heizkraftwerks

Für den Wiederaufbau der Stadt nach dem Zweiten Weltkrieg plante Würzburg  den Aufbau eines Fernwärmesystems zur Versorgung der Stadt mit Heizwärme. Hierfür würde zunächst ab 1951 mit dem Aufbau des Leitungsnetzes in der Innenstadt begonnen und es wurde ab 1952 mit einem Kleinheizwerk, das provisorisch in einer Turnhalle der seit 1887 bestehenden Haugerschule errichtet worden war, erstmals Wärme eingespeist.
Ab 1954 wurde dann am Alten Staatshafen in zwei Ausbaustufen ein Kohlekraftwerk errichtet. Der Standort wurde gewählt, da er in der Nähe des Wärmeversorgungsgebietes lag (kurze Rohrleitungswege), die Anlieferung des Brennstoffes per Binnenschiff über den Main besonders einfach war und das Wasser des Mains als Kühlwasser genutzt werden konnte. Ende 1954, nach nur sieben Monaten Bauzeit, wurde das Kraftwerk erstmals gezündet; weitere sieben Monate später wurde erstmals Dampf ins Fernheiznetz eingespeist.
Technisch bestand das Kraftwerk aus drei mit Steinkohle befeuerten Kesselanlagen (Dampfleistung 2 × 40 t/h + 1 × 64 t/h bei 84 atü) mit Rostfeuerung. Der erzeugte Dampf wurde in zwei Dampfturbosätzen verstromt und je nach Bedarf ins Ferndampfsystem eingespeist. Anfangs hatte jeder Kessel einen eigenen Kamin; diese wurden 1967/1968 zu einem einzigen, 105 Meter hohen Schornstein (im Volksmund „Würzburger Spargel“ genannt) zusammengefasst, der wegen seiner Höhe und exponierten Lage das Bild der Würzburger Altstadt negativ prägte.

### Umbau zum GuD-Kraftwerk
Um die Jahrtausendwende traf der WVV aus wirtschaftlichen und ökologischen Überlegungen die Entscheidung, das in die Jahre gekommene Kohlekraftwerk stillzulegen und in ein Erdgaskraftwerk umzubauen. Dies geschah in zwei Phasen:
In der Phase I (2003–2005) wurde auf dem ehemaligen Kohlelagerplatz eine Gasturbine (Fabrikat Siemens SGT-800, 45 MWel) mit Abhitzekessel (Fabrikat Lurgi Lentjes) installiert. Der Kessel speiste seinen Dampf auf die vorhandene Dampfturbine, so dass das Kraftwerk zum GuD-Kombikraftwerk wurde. Im Jahr 2005 lieferte die neue Anlage erstmals Strom ins Netz. Die alten, kohlebefeuerten Kessel wurden zur Besicherung der Fernwärmeversorgung stehengelassen. Neben dem alten Kamin wurden drei neue, etwa halb so hohe Abgasrohre errichtet. Der alte Einzelkamin wurde später von innen demontiert (eine Sprengung kam wegen der Lage aus Sicherheitsgründen nicht in Frage).
2006 wurden Außengelände und Fassade des Kraftwerkes von den Tirschenreuther Architekten Brückner & Brückner, die zuvor auch den Kulturspeicher umgebaut hatten, völlig neu gestaltet. Für das moderne Design erhielt das Kraftwerk mehrere Architekturpreise.
In der Phase II (2006–2009) wurde die Leistung des Kraftwerkes durch Zubau einer zweiten Gasturbine (Fabrikat Siemens SGT-700, 31 MWel) erhöht. Der kohlebefeuerte Kessel K II wurde dabei in einen Abhitzekessel umgebaut; die alte Kohlefeuerung wurde entfernt. Da Erdgas sauberer verbrennt als Kohle, konnte der ehemalige Rauchgasfilter beim Umbau entfallen. Der Kohlekessel K I, der durch den Abhitzekessel I überflüssig geworden war, wurde stillgelegt; der Kohlekessel K III wird als Spitzenlastreserve weiterhin betriebsbereit gehalten.